# Reflexionslichthof
Unter Reflexionslichthof versteht man bei fotografischen Filmen einen Fehler, der entsteht, wenn ein Lichtstrahl durch die Emulsion dringt, dabei belichtet und an der Trägerschicht des Filmes reflektiert wird. Dabei entsteht dann – entfernt von der eigentlichen Schwärzung – eine zweite, quasi „Phantom-Schwärzung“.
Heutige Filme sind unter der NC-Schicht mit einer zusätzlichen Anti-Reflex-Schicht ausgestattet.